# Août 1941 (guerre mondiale)
Chronologie de la Seconde Guerre mondiale
Juillet 1941 - Août 1941 -  Septembre 1941
- 4 août : 
  - Début du siège d'Odessa.

- 8 août : 
  - Un Iliouchine DB-3T de l'aviation navale soviétique de la Flotte de la Baltique décolle de l'aéroport de Kuressaare sur l'île de Saaremaa en Estonie et bombarde Berlin[1].

- 9 août :
  - Début à Terre-Neuve de l’entrevue entre Churchill et Roosevelt.

- 12 août : 
  - Annonce de l’amnistie de tous les Polonais privés de liberté qui se trouvent sur le territoire de l’URSS ; elle permet à plus de 345 000 Polonais de quitter les prisons et camps de travail où ils sont détenus.
  - Anéantissement de trois armées soviétiques à Ouman.

- 14 août : 
  - Un traité militaire vient compléter les accords Sikorski-Maïski et fixe les modalités de constitution de l’armée polonaise en URSS.
  - Au Canada, signature de la Charte de l’Atlantique par le Royaume-Uni et les États-Unis.

- 15 août :
  - opération Barbarossa : l'Allemagne envahit l'Ukraine.

- 18 août : 
  - La destruction par les forces soviétiques de la centrale hydroélectrique du Dniepr déclenche une inondation tuant de 20 000 à 100 000 civils et militaires soviétiques qui n'avaient pas été avertis de l'action, et environ 1 500 militaires allemands[2].
  - Les Polonais de la Brigade indépendante de chasseurs des Carpates entrent en action dans la défense de Tobrouk.

- 21 août :
  - Premier attentat d'envergure à Paris contre les troupes d'occupation.
  - Début de la seconde rafle de juifs en France  (21, 22 et 23 août) : 4 232 personnes sont arrêtées puis transférées à Drancy
  - Départ de Hvalfjörður en Islande du convoi Dervish premier convoi de l'Arctique.

- 24 août : 
  - Sur l'ordre de Hitler, les blindés de Guderian obliquent vers l'Ukraine et participent à l'encerclement de Kiev où 1 million de Soviétiques sont mis hors de combat.

- 25 août :
  - Les Soviétiques et les Britanniques en Iran.

- 27 août :
  - Attentat raté de Paul Collette contre Pierre Laval et d'autres dirigeants collaborationnistes dans la caserne de la Légion des volontaires français à Versailles.
  - Le Sōryokusen Kenkyūjo, un think tank gouvernemental japonais remet son rapport au cabinet Konoe, ce rapport indique qu'une guerre contre les États-Unis serait perdue en 3 ans par le Japon.

- 28 août :
  - Staline ordonne par décret du Soviet Suprême la déportation de 600 000 Allemands de la Volga vers la Sibérie et le Kazakhstan (Source).

- 31 août : 
  - Le convoi Dervish, parti le 21 août arrive à Arkhangelsk.